# سيمفايبرات
سيمفايبرات أحد أدوية تخفيض الكوليسترول التي تنتمي إلى مجموعة الفايبرات.

## الأسماء التجارية
الدواء محدود الاستخدام لكنه عالميا متوفر تحت الأسماء التجارية التالية:
- ليبوسولفين (Liposolvin)، متوفر بجرعة 500 ملغ.
- كوليسولفين (Cholesolvin)، متوفر بجرعة 1 غرام.

## التصنيع
تركيبه الكيمياوي مشتق من كلوفايبرات المتوقف استخدامه.